# Smash (Cocktail)

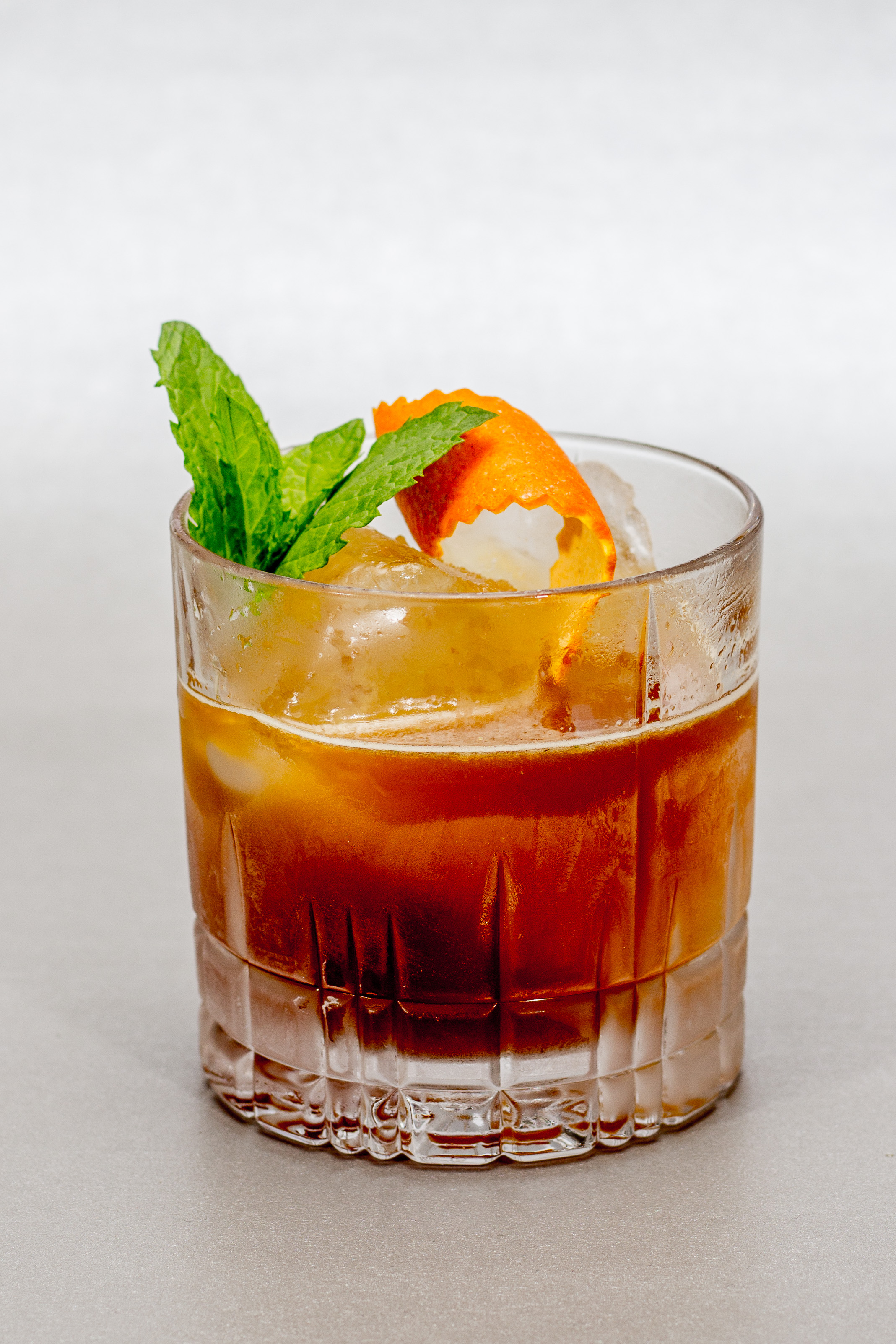
Torino Smash

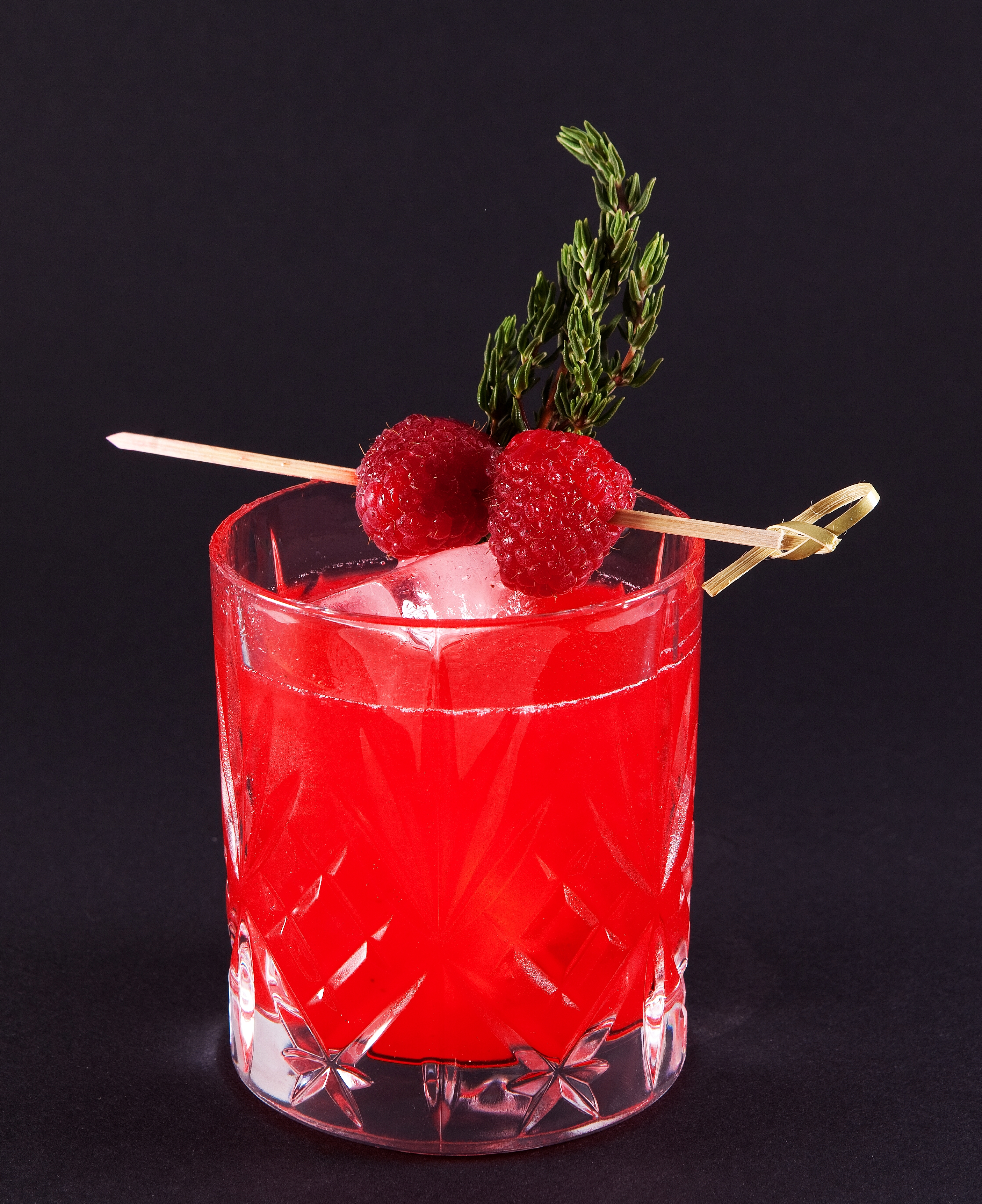
Raspberry Thyme Smash

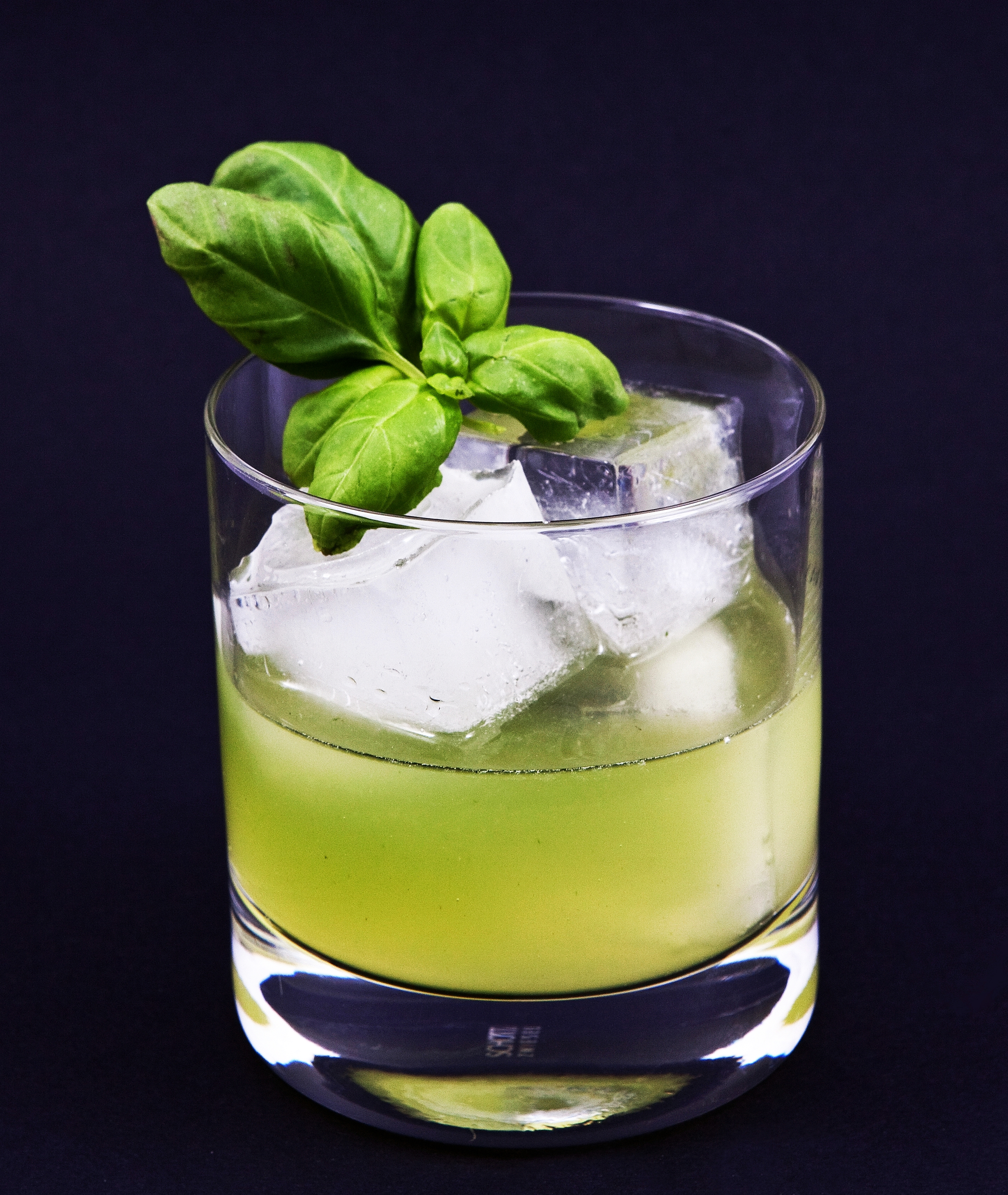
Gin Basil Smash

Ein Smash (von englisch smash ‚eindrücken, brechen, zerschlagen‘) ist ein Cocktail mit frischen Kräutern und Früchten, die zerstoßen werden. Smashes sind eine historische Drinkgruppe. Heute sind zahlreiche Varianten und Zubereitungen möglich.
Ursprünglich wurde neben der Spirituose, Zucker und Eis lediglich Minze verwendet und im Glas zerdrückt, wodurch die Smashes im 19. Jahrhundert eine große Nähe zum Mint Julep aufwiesen. In modernen Smashes, die sich seit Ende des 20. Jahrhunderts wieder verbreiten, werden zunehmend andere Kräuter wie Basilikum, Thymian oder Rosmarin verwendet sowie außerdem Zitrusstücke mit zerdrückt oder ihr Saft hinzugefügt, so dass moderne Smashes auch als Sour mit Würzkräutern gesehen werden können.

## Geschichte
Smashes wurden um die Mitte des 19. Jahrhunderts bekannt und erfreuten sich vor allem in den Vereinigten Staaten großer Beliebtheit. Sie wurden auch als Smasher oder Smasher-Up bezeichnet und wurden als kleiner oder vereinfachter Mint Julep gesehen. Die Drinkgruppe war überschaubar: In Jerry Thomas’ legendärem, 1862 erschienenen Barbuch How to Mix Drinks or the Bon-Vivant’s Companion kommt sie nur in drei Varianten vor: Als Brandy Smash, Gin Smash und Whiskey Smash. Sie alle bestanden aus der namensgebenden Spirituose (also Weinbrand, Gin oder amerikanischem Whiskey), etwas Wasser, Zucker und einigen Zweigen frischer Minze, wurden also noch ohne Früchte und insbesondere ohne Zitrussäfte zubereitet. Bei der Zubereitung wurde die Minze im Glas zusammen mit Zucker und etwas Wasser zerdrückt, die Spirituose hinzugefügt, das Glas mit geschabtem Eis (shaved ice) aufgefüllt und mit Minzezweigen garniert. Nicht zuletzt wegen der schwierigen Abgrenzung zu Mint Juleps gerieten Smashes jedoch bald wieder in Vergessenheit und stellten lange Zeit keine relevante Drinkgruppe dar.
Dies änderte sich in den 1990er-Jahren, als historische Rezepte aus dem 19. Jahrhundert wieder zunehmend gemixt wurden. Im frühen 21. Jahrhundert wurden zudem verstärkt Kräuter und andere Zutaten aus der Küche in Cocktails verarbeitet und dieser Trend als cuisine style bekannt. Insbesondere der New Yorker Barkeeper Dale DeGroff machte den Smash zu Beginn des 21. Jahrhunderts populär, indem er Zitronenstücke hinzufügte und mit der Minze zerdrückte. Andere Barkeeper entwickelten Smash-Varianten mit Zitrussäften und Kräutern wie den Raspberry Thyme Smash, einen Gin-Smash mit Himbeeren und Thymian, und ab 2008 verbreitete sich der in Deutschland entstandene Gin Basil Smash weltweit, bei dem die Zitronenstücke allerdings inzwischen nicht mehr wie ursprünglich mit zerdrückt werden, stattdessen wird meist nur noch der zuvor ausgepresste Saft verwendet.
Die seit Ende des 20. Jahrhunderts entstandenen, modernen Smashes könnte man auch als Sour mit Würzkraut sehen, wobei regelmäßig zusätzlich die Öle der mit zerdrückten Zitronenschalen zum Aroma beitragen. Varianten mit anderen Zitrusfrüchten oder zusätzlichen anderen Früchten wie Pfirsichen oder Nektarinen folgten bald. Damit ist die Frucht nach moderner Definition zum kennzeichnenden Element geworden, das den Smash vom Julep unterscheidet.

## Bekannte Smashes
- Whiskey Smash[7] mit Bourbon Whiskey, Zitrone, Zucker und Minze
- Torino Smash[8] mit rotem italienischen Wermut, Zitrone, Zucker und Minze
- Raspberry Thyme Smash[5] mit Gin, Limettensaft, Himbeeren, Zucker und Thymian
- Bourbon & Peach Smash mit Bourbon Whiskey, Zitrone, Pfirsich, Zucker, Minze
- Gin Basil Smash mit Gin, Zitronensaft, Zucker und Basilikum
- Himbeer-Basilikum-Smash[9] mit Gin, Himbeerbrand, Zitronensaft, Zucker, Basilikum
- Demerrara & Chocolate Smash[10] mit Demerara-Rum, Schokoladenbrand, Limettensaft, Orange, Zucker und Minze